# عمر سليم أبو ناموس
عمر سليم أبوناموس (2 أكتوبر 1934- 1 يوليو 2013) داعية ومفكر إسلامي أمريكي.

## حياته ونشاته
ولد عمر سليم أبوناموس في يافا، عندما كانت فلسطين تحت الانتداب البريطاني، في الثاني من أكتوبر عام 1934، لأسرة عربية من بلدة يازور المحاذية لمدينة يافا. كان عمر الأصغر سنا بين ثمانية من الأخوة والأخوات، فنال محبة العائلة واهتمامها. وكان والده سليم محمد أبوناموس وجيها في عائلته وبلدته، فأرسل ولده عمر إلى يافا ليتلقى علومه الأولى في خيرة مدارسها، مما هيأ له فرصة الاطلاع على مختلف مصادر الثقافة العربية التقليدية والحديثة، حيث كانت يافا آنذاك عاصمة فلسطين الثقافية وملتقى المفكرين والأدباء العرب، كما كانت مركز الصحافة الفلسطينية.(4) وعشية بدء النكبة الفلسطينية عام 1948 وخلال الهجرة من يازور إلى غزة توفي والد عمر في الطريق قبل أن تستقر العائلة في مخيم المغازي للاجئين الفلسطينيين. وما أن وطأت أقدام العائلة المخيم حتى التحق عمر بمدرسة خان يونس الثانوية ليكمل تعليمه حيث تعهده أخوه الأكبر صالح بعد والده بالرعاية والاهتمام. إن فقدان عمر لأبيه خلال الهجرة أثقل كاهله وأخرجه للحياة العملية في وقت مبك
وفي أعقاب تخرجه في المدرسة الثانوية قصد مصر، والتحق بكلية الآداب، قسم اللغة الإنجليزية في جامعة عين شمس. ولم يتمكن من إتمام دراسته الجامعية، فعاد إلى غزة ليعمل مدرسا للغة الإنكليزية في إحدى مدارس وكالة غوث وتشغيل اللاجئين الفلسطينيين في غزة، وفي عام 1958 تعاقد مع وزارة التربية في الكويت ليعمل مدرسا للغة الإنكليزية في المعهد الديني وفي عام 1972 التحق بجامعة لندن كطالب خارجي فنال في الأول من أغسطس من عام 1975 درجة البكالوريوس في الآداب بمرتبة الشرف، متخصصا في الثقافة الإسلامية واللغة العربية.

## مسيرته
انتقل عمر سليم إلى الدائرة الثقافية في وزارة الخارجية الكويتية ليعمل مترجما ومدققا لغويا، حيث كان متبحرا في اللغتين العربية والإنكليزية. وخلال هذه الفترة عهد إليه السفير الدكتور سليمان أبوغوش بمراجعة وتدقيق كتابه المعنون «عشرة آلاف كلمة إنكليزية من أصل عربي»،(9) فدققه وراجعه ونظم أبوابه، وكتب له مقدمة علمية رصينة. وفي صيف عام 1979 التحق عمر بقسم الترجمة العربية في الأمانة العامة للأمم المتحدة في نيويورك وبقي فيه حتى تقاعد عن العمل في يناير عام 1995.وخلال هذه الفترة ترجم وراجع مئات الوثائق الدولية من وإلى العربية. ومنذ عام 1980 نشط في إلقاء المحاضرات الدينية والخطب كإمام غير مقيم في العديد من المساجد وأماكن تواجد المسلمين. كما استضيف لإلقاء محاضرات في العديد من الكنائس والمراكزالدينية المختلفة، ينشر رسالة الإسلام السمحة، ويقارب بين الأديان. وفي أكتوبر عام 1998، التحق بالمركز الثقافي الإسلامي في نيويورك مساعدا للإمام. وبعد ثلاثة أعوام انتخب من قبل مجلس إدارة المركز إماما وخطيبا وبقي في هذا المنصب حتى وفاته.

## سيرته
ساهم في التصدي للكثير من المسائل الفقهية والسياسية التي واجهت المسلمين في الغرب، خاصة بعد أحداث الحادي عشر من أيلول/سبتمبرعام 2001، فكان مكتبه في المركز الثقافي الإسلامي (Islamic Cultural Center of New York) في مانهاتن في نيويورك مقصد العديد من الباحثين ووفود الكنائس المسيحية والمعابد اليهودية والصحافة ورجال الفكر، مما قدمه لوسائل الإعلام الأمريكية المرئية والمسموعة والمقروءة كشخصية حوارية متزنة. كما شارك في العديد من الندوات والمحاضرات في مختلف الجامعات والمعاهد الأمريكية، بما فيها جامعة برنستون العريقة Princeton) (University ، التي ناقشت كثيرا من المسائل المهمة مثل الإسلام وحق تقرير المصير، والإسلام والتبرع بالأعضاء بعد الوفاة.لقد ترك وراءه عددا كبيرا من الخطب والمقابلات الصحفية والمتلفزة، والتي تشكل بمجملها ثروة هائلة من المعلومات الموثوقة لمن يبحث عن حقيقة الإسلام كدين يحترم حقوق الإنسان، ويساوي بين الناس بغض النظر عن دينهم ولونهم وجنسهم. كما تمثل مرجعا عصريا للدارسين المسلمين وسواهم عن موقف الإسلام الثابت من قضايا مهمة برزت على الساحة الدولية مع بداية الألفية الثالثة وخاصة مسألة الإرهاب والإسلاموفوبيا.

## مؤلفاته
- AN ORGAN DONATED IS AN ONGOING CHARITY
- Revival of al-Islam(Quran Recital CD)- Sheikh Omar S. Abu Namous - Kadijah Vision

## وفاته
توفي عمر سليم أبو ناموس في منزله في نورث بيرجن في ولاية نيوجيرسي بسكتة قلبية عن عمر ناهز تسعة وسبعين عاما.